# Fazil Iskander
Fazil Abdulovici Iskander (în rusă Фазиль Абдулович Искандер) (n. 6 martie 1929, Suhumi, Republica Sovietică Federală Socialistă Transcaucaziană, URSS – d. 31 iulie 2016, Peredelkino, Moscova, Rusia) a fost un scriitor abhaz, cunoscut în fosta Uniune Sovietică pentru povestirile sale despre viața din Caucaz, scrise, în special, în limba rusă.
În 1993 a câștigat Premiul Pușkin. 